# Roy Pellett
Roy Pellett (* 20. März 1935 in Plymouth; † 4. Februar 2019 ebendort) war ein britischer Jazzmusiker (Klarinette) und Bandleader des Dixieland.
Pellett spielte ab den 1950er-Jahren in der südenglischen Jazzszene; 1961 trat er mit seinen Hot Four zusammen mit Keith Nichols im Duke of Cornwall in Plymouth auf. Er tourte in den 1970er-Jahren mit seiner Band in der Schweiz und in Deutschland; u. a. gastierte er 1977 auf dem Internationalen Dixieland Festival Dresden und der Jazz Jamboree in Warschau. In dieser Zeit entstanden die drei Alben My Kind of Dixieland, Nearly live und One More Time, die auf dem Label Polydor veröffentlicht wurden.
In seiner Band spielten u. a. die Trompeter/Kornettisten Steve Lane und Andy Lawrence, der Saxophonist Bruce Turner und der Gitarrist und Banjoist Dicky Bishop; in der Schweiz auch Robert Morgenthaler und Isla Eckinger. 2007 spielte er in Plymouth noch bei Roger Marks & The Ski Slope Syncopators (Roger's 60th).

## Publikation
- The Best of Jazz Score. Parkwest Pubns. Aug. 1994, ISBN 0-563-36326-6